# 리타 조하르
리타 조하르(히브리어: ריטה זוהר, 영어: Rita Zohar, 1943년 1월 10일 ~ )는 이스라엘의 배우이다. 제1회 오빌상 여우주연상 수상자이다.